# Гурамішвілі Давид Георгійович
Дави́д Гео́ргійович Гурамішві́лі (груз. დავით გურამიშვილი, 1705, Саґурамо, Картлійське царство — 21 липня (1 серпня) 1792, Миргород, Полтавська губернія, Російська імперія) — грузинський поет.

## Біографія

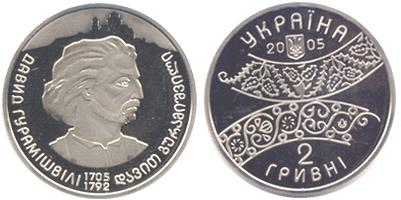
Ювілейна монета номіналом у 2 гривні присвячена 300-річчю від дня народження Давида Гурамішвілі.

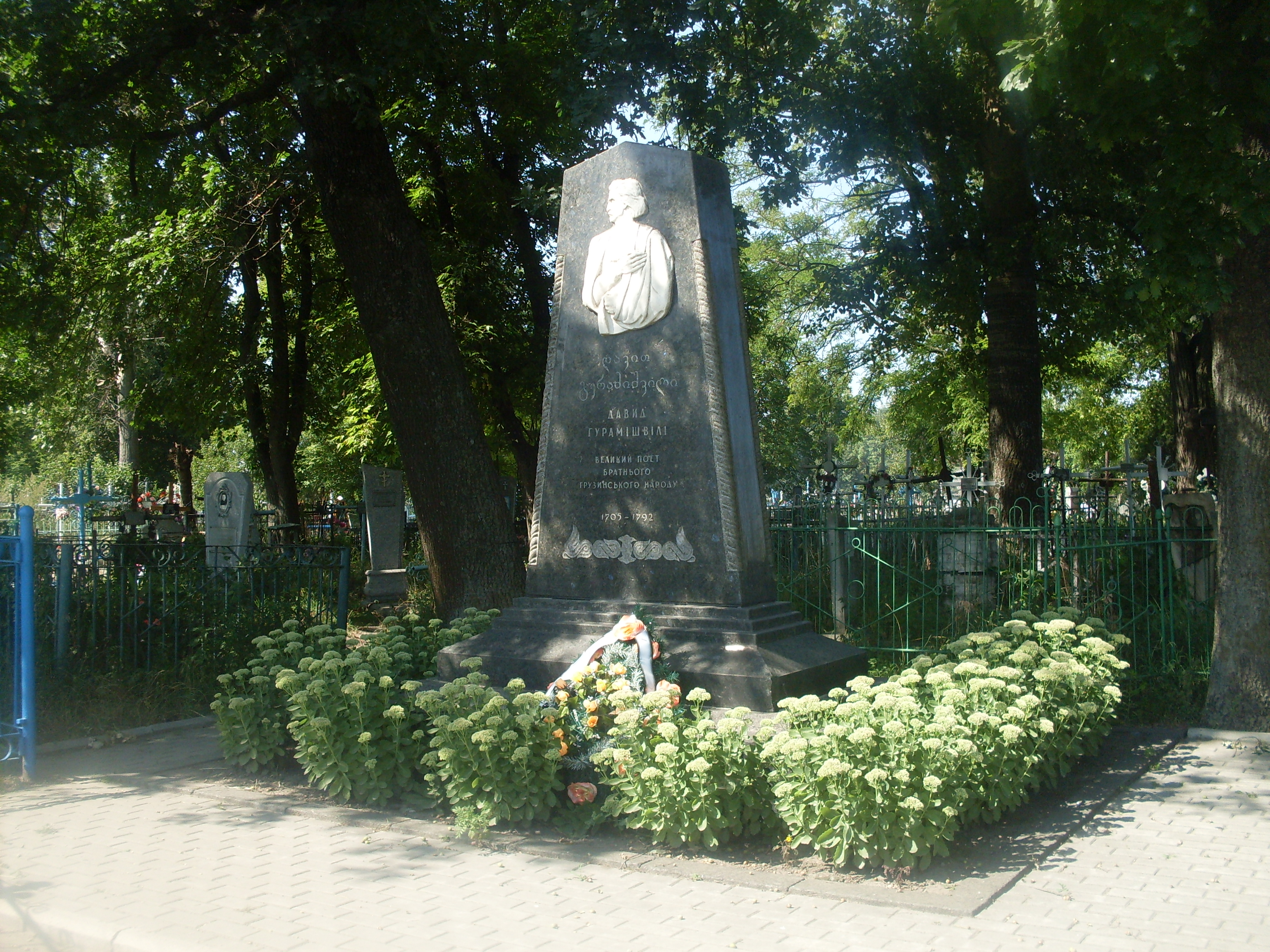
Могила Д. Гурамішвілі у Миргороді

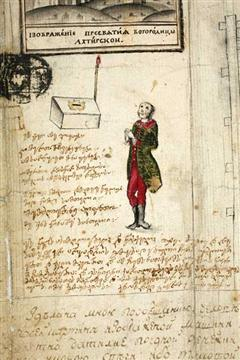
Манускрипт Давітіані

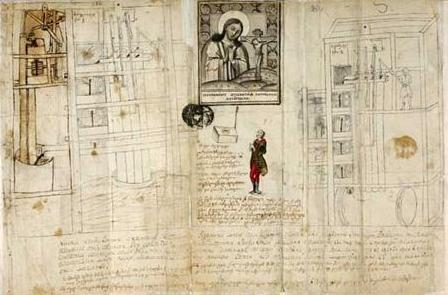
Манускрипт Давітіані

Народився в багатодітній родині князя Георгія Гурамішвілі. Коли в 1723—1724-му Суґурамо зруйнували лезгини, хлопець оселився в родичів у Ламіскані. Звідти близько 1727 року Давида захопили в полон лезгини, коли набирав воду із джерела. Вивезли в Дагестан — у гори поблизу Осколо, маючи намір продати туркам. Та він зумів утекти й у верхів'ї Терека знайшов прихисток у російських поселенців. Через Астрахань Волгою дістався до Москви. У той час там перебував грузинський цар Вахтанг VI Багратіоні, якого перси позбавили трону. Сподіваючись на захист від імператора, цар разом із кількома тисячами земляків прибув туди й заснував грузинську колонію.
Та невдовзі Петро І помер, а більше чекати допомоги було ні від кого. Отож прибульці мусили обживати нові місця. Цар Вахтанг добре знав Георгія Гурамішвілі й одразу призначив Давида на високу посаду — джабадар-баші, тобто начальника арсеналу. Вже тоді Давид писав сатиричні вірші, експромти.
Після смерті Вахтанга VI Давид Гурамішвілі 1737 року разом з оточенням прийняв російське підданство й пішов служити у військо. У 1738 році сформувалася гусарська сотня. Згодом її реорганізували в полк, у якому він воював. У 1739 році, коли почалася війна з турками, брав штурмом фортецю Хотин. У 1742 році бився проти шведів поблизу Фрідріхсгофена та Гельсінфорса. У 1748 році став прапорщиком, а в 1755 — підпоручиком. У 1757 році вирушив на Семилітню війну з Пруссією. Біля Кюстрина потрапив у полон і опинився в Магдебурзькій фортеці. Звідти його визволили в 1759 році.
Наступного року князь подав прохання про відставку: «… въ голове ломъ и зрѣніе слабое, правою рукою владѣю несвободно, въ правомъ плече отъ упаду съ лошади происходитъ ломъ…». Зберігся медичний висновок комісії від 25 лютого 1760 року: «Подпоручикъ князь Давидъ Гурамовъ въ Медицинской канцеляріи осматриванъ комісіей, которой объявилъ себе отъ роду пятьдесятъ шѣсть лѣтъ… (…) Въ лѣвомъ боку, около селезенки, усмотрено твердость, почему въ томъ боку и боль чувствуетъ; и всѣмъ тѣломъ пожелтелъ и въ слабости находится…».
За особливі заслуги цар подарував йому земельний наділ в Україні — (20 дворів у Миргороді та 10 дворів у Зубівці).
Гурамішвілі помер 1792 року і похований в миргородській Вознесенській церкві; в 1949 році на могилі поета споруджено пам'ятник.

## Творчість
«Давитіані» (груз. დავითიანი — «Давидове») — великий цикл автобіографічної лірики, у перекладі Миколи Бажана. На творчість Гурамішвілі вплинули український фольклор та спілкування з Григорієм Сковородою. Вірші «Скарга на швидкоплинний світ», поема «Весела весна» (описи українського побуту). Павло Тичина перекладав «Давитіані» Д. Гурамішвілі, досліджував його творчість.

## Твори, присвячені Давидові Гурамішвілі
- «Україна Давида Гурамішвілі» — вірш Григола Абашидзе
- «Давидові Гурамішвілі» — вірш Олександра Абашелі
- «Портрет Давида Гурамішвілі» (1969) — вірш Миколи Обезюка
- «Пісня про Давида Гурамішвілі» — поема Симона Чиковані (українською переклали Микола Бажан і Гаїна Коваленко
- «Давид Гурамішвілі» (1955) — симфонічна поема Гліба Таранова
- Пам'ятник Д. Гурамішвілі в Миргороді (1969) робóти Андрія Німенка і співавторів

## Пам'ять
У Миргороді є музей Давида Гурамішвілі — єдиний розташований за межами Грузії культурологічний заклад, присвячений поетові. Щороку в дні пам'яті поета до Миргорода приїздять представники Посольства Грузії в Україні та грузинської діаспори.
В експозиції та фондах музею зосереджені матеріали про життя і творчість грузинського поета, про сучасну Грузію, Україну, зокрема, Миргородщину. Тут є видання творів поета і книги про нього, речі народного побуту Грузії  й України XVIII століття, зразки зброї, твори образотворчого та декоративно-ужиткового мистецтва, вироби місцевих майстрів, подарунки та інше.
На могилі Давида Гурамішвілі та біля входу в його літературно-меморіальний музей встановлені пам'ятники поету.
У 1946 році на студії Грузія-фільм було знято біографічну художню кінострічку «Давид Гурамішвілі».
2005 року Національний банк України випустив пам'ятну монету «300 років Давиду Гурамішвілі» номіналом 2 гривні, присвячену дню народження поета.
У місті Київ є вулиця Давида Гурамішвілі. Також вулиця Гурамішвілі є у містах Миргород, Чернівці.

Провулок Давида Гурамішвілі у містах Полтава, Кременчук та Миргород.

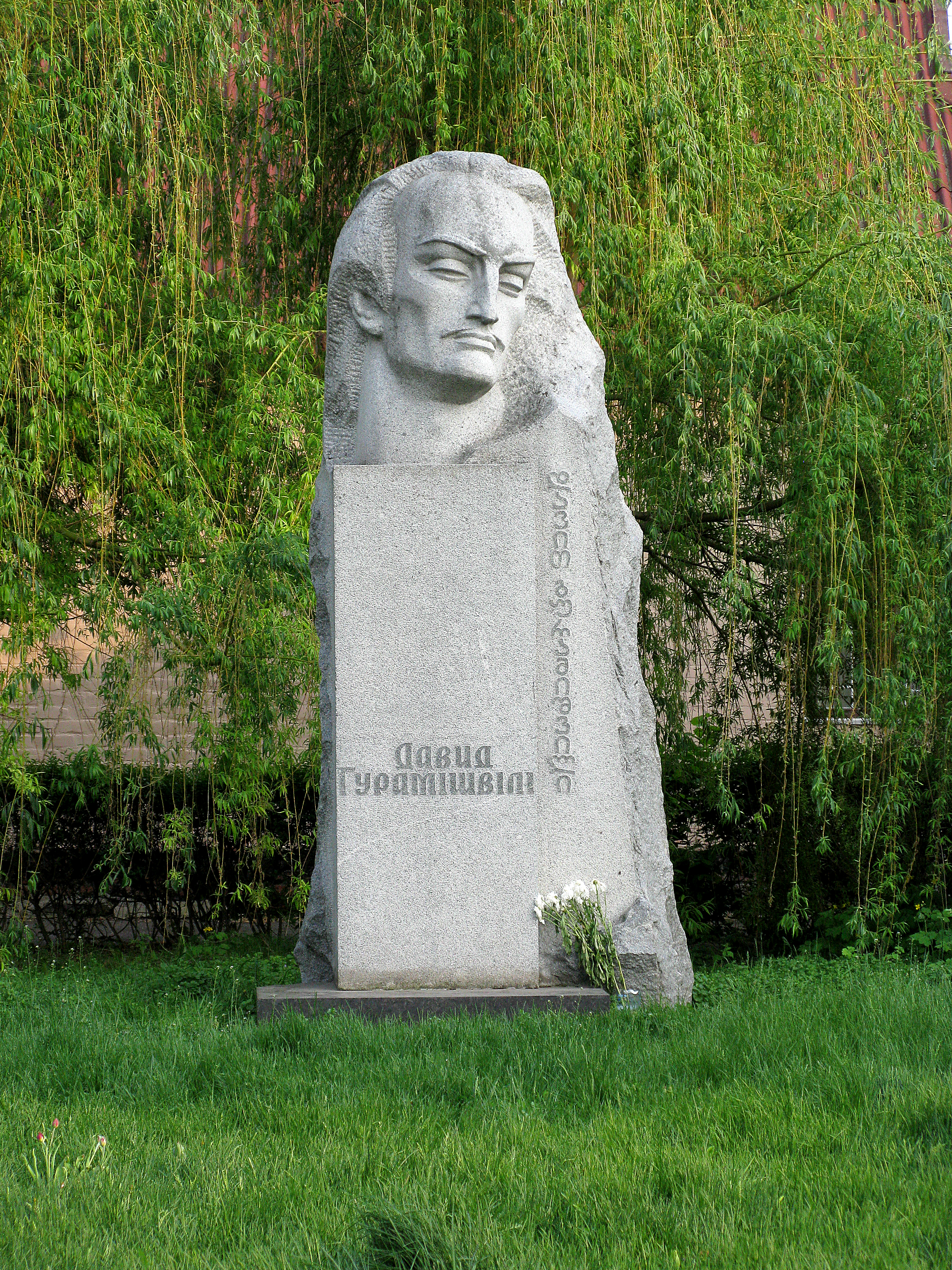
Пам’ятник Давиду Гурамішвілі у місті Миргород